# Andreu Buenafuente
Andreu Buenafuente Moreno (Reus, 24 de enero de 1965) es un humorista, presentador y productor español. Es el fundador de la productora audiovisual El Terrat, desde donde ha creado un buen número de distintos formatos televisivos, radio, teatro y publicidad. Desde 2016 hasta finales de 2021 estuvo ligado a Movistar Plus+ presentando el programa Late motiv en el que colaboraron otros cómicos. Actualmente se encuentra centrado en la emisión del podcast Nadie sabe nada con Berto Romero.

## Biografía
Nació en Reus, hijo de Juan Buenafuente y Teresa Moreno. Su padre era natural de dicho municipio e hijo de almerienses de la zona de Zurgena. Representante de profesión, fue jugador del Club de Futbol Reus Deportiu y actor aficionado. Su madre, Teresa Moreno, nació en Lorca, aunque de familia almeriense, trabajó en una industria textil. Ambos han colaborado esporádicamente en programas televisivos de su hijo. 

### Radio
Andreu empezó en la sección deportiva de Radio Popular Reus (COPE) a los 17 años (1982) y siete años más tarde presentó el programa El terrat (SER Catalunya), con el que obtuvo el Premio Ondas al Mejor programa de Radio Local en 1997. Con el fin de fichar a sus propios colaboradores, fundó El Terrat, una empresa dedicada a la «producción televisiva, radiofónica, publicitaria y cibernauta». Durante el verano de 2002 presentó La isla de los mosquitos (Cadena SER), un programa donde se mezclaban frases ingeniosas con música. Once años después, el domingo 30 de junio de 2013, regresó a la Cadena SER con su amigo y compañero Berto Romero con el programa Nadie sabe nada donde ganaría otro premio Ondas en el año 2019.

### Televisión
Sus primeras apariciones televisivas fueron en 1992 a las órdenes de Mikimoto en Persones humanes (TV3), de Arús en Al ataque (Antena 3) y de Sardà en Tot per l'audiència (TV3). Se consagró en la televisión pública catalana con programas cómo Sense Títol (1995), Sense Titol 2 (1996), Sense Titol, Sense Vacances (1997) y Sense Titol S/N (1998), todos ellos producidos por El Terrat y dirigidos por Andreu junto a los colaboradores de su equipo. Aunque sobre todo, los programas con más éxito en la cadena catalana fueron el late show La cosa nostra (1999-2000) —un total de 268 programas de lunes a viernes, cuya finalización sigue rodeada de polémica y leyendas urbanas— y Una altra cosa (2002-2004). En junio de 2004 terminó este último programa y aceptó la oferta de Antena 3 para trabajar a nivel nacional, en una línea similar al programa Una altra cosa. Además, de su productora salieron otros programas y series de éxito en TV3, como Malalts de tele (1997), Plats bruts (1998), A pèl (2002) y Set de nit.
El 11 de enero de 2005 arrancó el late night Buenafuente (Antena 3), que se emitía de martes a jueves, con unos resultados de audiencia por encima de los esperados en los primeros meses y por el que recibió el Premios Ondas al mejor programa de entretenimiento en 2006. Destaca la aparición de míticos personajes como el Neng de Castefa interpretado por Edu Soto. Tras dos años, renovó por uno más, pero un claro declive en la audiencia hizo que finalizara su emisión el 28 de junio de 2007.
Dos días antes anunció que se trasladaban a La Sexta con el mismo nombre y mismo formato. La fecha de estreno fue el 17 de septiembre de 2007 a las 00:00 horas y en pocos meses el personaje de Rodolfo Chikilicuatre representó a España en Eurovisión con el tema Baila el Chiki Chiki, con el que obtuvo el 16.º puesto con 55 puntos. Buenafuente contaba con parte del equipo de actores y guionistas con los que trabajaba desde que estaba en TV3, encabezados por Jordi Évole entre otros, a los que se incorporaron nuevos cómicos como Berto Romero.

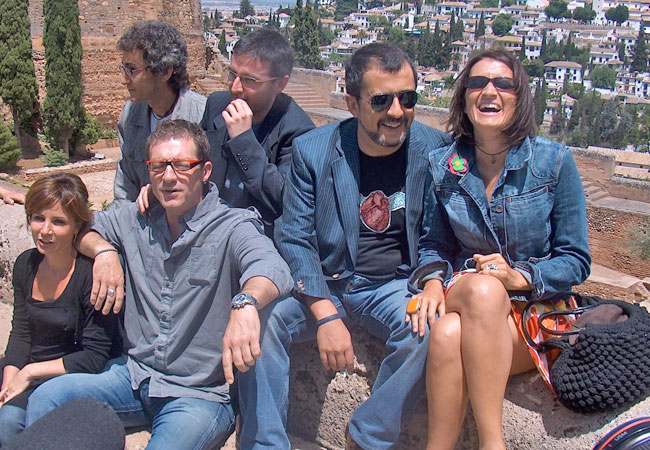
El equipo del programa Buenafuente en la Alhambra, Granada, en 2007.

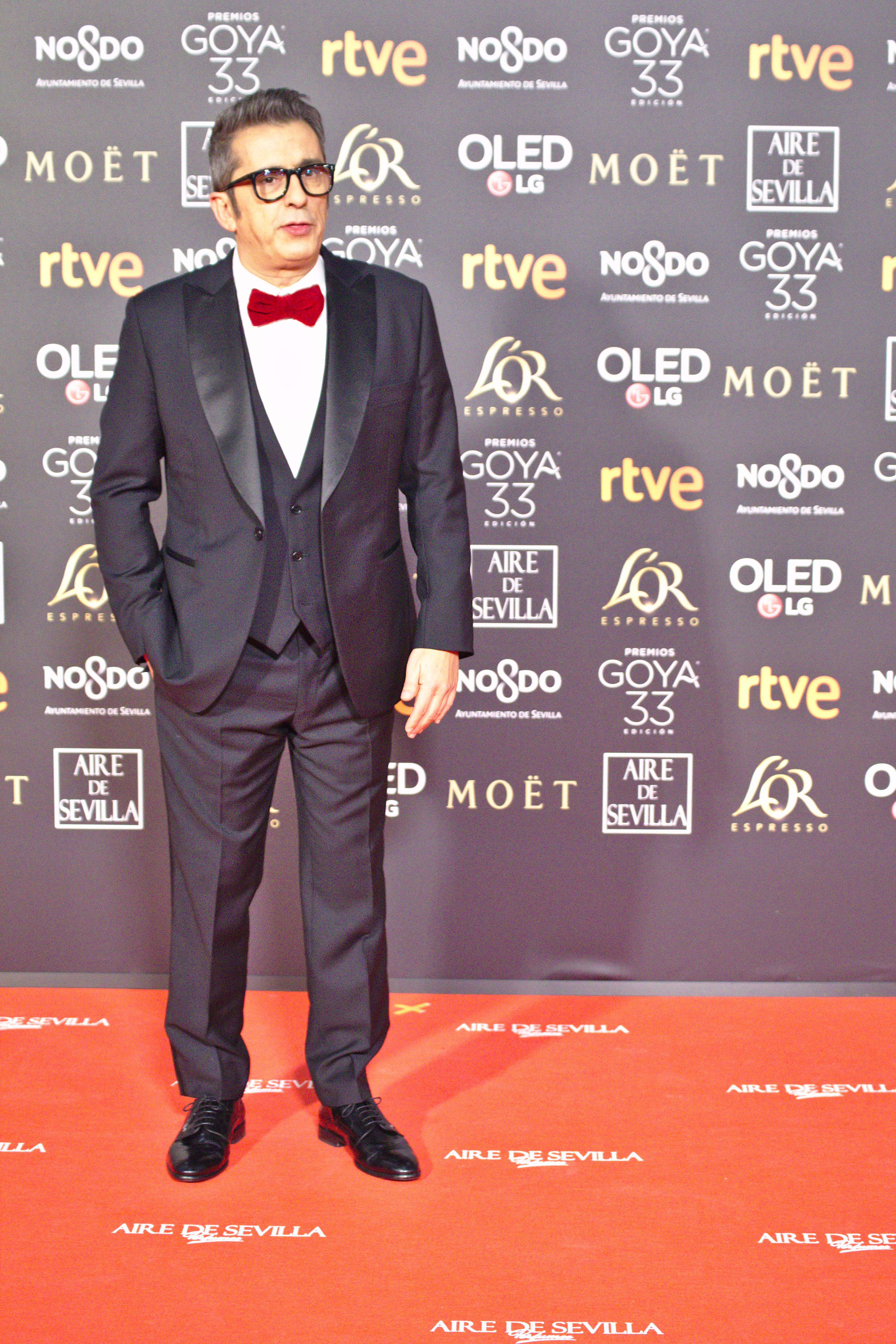
Buenafuente en los Premios Goya 2019

El 3 de diciembre de 2009 se trasladó a Madrid para presentar por un día El intermedio, en sustitución de El Gran Wyoming, que hizo lo mismo a la inversa. El 24 de marzo de 2010 Buenafuente realizó una innovación en su programa diario emitiendo un programa al revés —Etneufaneub—, que destacó por mantener el mismo tono de siempre en todo el programa. Además, presentó en directo para La 1 la gala de los Premios Goya en las ediciones de 2010 y 2011, celebradas en el Teatro Real de Madrid y colaboró en la serie Pelotas. El 30 de junio de 2011 Buenafuente emitió por última vez su programa en La Sexta tras 964 programas en cuatro años.
En noviembre de 2011 volvió a TV3 para presentar el doble programa Com va la vida? junto al divulgador científico Eduard Punset, en el que reflexionaban sobre la vida y la ciencia con un toque de humor. Así, Buenafuente regresaba siete años después a la cadena que lo vio debutar en televisión y en la que trabajó más de diez años.
El 15 de abril de 2012 estrenó el programa Buenas noches y Buenafuente (Antena 3), emitido los domingos en horario prime time. Fue cancelado un mes después debido a un declive de la audiencia tras cinco emisiones.
En noviembre de 2013, cansado de su vida anterior, retoma el horario de late night en La Sexta con el espacio En el aire.
En septiembre de 2015 se confirmó su fichaje por la plataforma Movistar+, abandonando el grupo Atresmedia y poniendo fin al programa En el aire.
El 11 de enero de 2016 comienza el late night show Late motiv en Canal+ con Pedro Almodóvar como invitado. A partir del 1 de febrero, con la desaparición de Canal+, el programa pasa a emitirse en el nuevo canal de Movistar+, #0. Este es un intento del presentador catalán de volver al late clásico con la presencia de una banda y la gran apuesta por la música en directo. También disminuyeron las apariciones de colaboradores para promover un one man show. Continúan algunos colaboradores habituales como Berto Romero o Javier Coronas, aunque se incorporan nombres como su pareja Silvia Abril, David Broncano y el antirreportero Llimoo.
Tras el final de Late motiv, vuelve a TV3 y estrena un especial de comedia como despedida del año. Se estrenan los 26 de diciembre, coincidiendo con el día de Sant Esteve. En 2022 se llamó Curraràs, en 2023 Que us bombin a tots, y en 2024 El 24. En la cadena catalana, también estrenó a finales de 2023 el programa Vosaltres mateixos, un talk-show semanal donde habla con ciudadanos anónimos.
En enero de 2025 se dio a conocer su fichaje por RTVE para realizar un programa la noche de los viernes llamado Futuro Imperfecto. El programa funciona como un especial de comedia con un monólogo largo, aunque también tiene breves interrupciones para un par de secciones con colaboradores habituales o miembros del público.

### Cine
Ha participado en varias películas con apariciones interpretando personajes secundarios. Además, en 2014 dirigió y protagonizó su primera película documental. También ha realizado el doblaje de personajes en películas de animación.
| Año  | Título                                                 | Director            | Papel                    |
| ---- | ------------------------------------------------------ | ------------------- | ------------------------ |
| 1998 | Torrente, el brazo tonto de la ley                     | Santiago Segura     | Dominguero               |
| 2001 | Torrente 2: Misión en Marbella                         | Santiago Segura     | Dominguero               |
| 2003 | Lo mejor que le puede pasar a un cruasán               | Paco Mir            | Andreu B.                |
| 2005 | Torrente 3: El protector                               | Santiago Segura     | Dominguero               |
| 2007 | Donkey Xote                                            | José Pozo           | Sancho Panza (voz)       |
| 2008 | Hellboy 2: el ejército dorado                          | Guillermo del Toro  | Jeffrey Tambor (voz)     |
| 2009 | Spanish Movie                                          | Javier Ruiz Caldera | Gnomo                    |
| 2011 | Torrente 4: Lethal Crisis                              | Santiago Segura     | Dominguero               |
| 2014 | Torrente 5: Operación Eurovegas                        | Santiago Segura     | Dominguero               |
| 2014 | El culo del mundo                                      | Andreu Buenafuente  | Él mismo                 |
| 2015 | Anacleto: Agente secreto                               | Javier Ruiz Caldera | Agente veterano          |
| 2016 | El pregón                                              | Dani de la Orden    | Juan                     |
| 2016 | Un corazón roto no es como un jarrón roto o un florero | Isabel Coixet       | Doctor                   |
| 2018 | Tiempo después                                         | José Luis Cuerda    | Hortensio Zumalacárregui |

### Televisión

#### Programas de televisión
| Año           | Título                             | Canal             | Notas                 |
| ------------- | ---------------------------------- | ----------------- | --------------------- |
| 1992-1993     | Al ataque                          | Antena 3          | Colaborador           |
| 1993          | Persones humanes                   | TV3               | Colaborador           |
| 1994          | Tot per l'audiencia                | TV3               | Colaborador           |
| 1995          | Sense títol amb Andreu Buenafuente | TV3               | Presentador           |
| 1996          | Sense títol 2                      | TV3               | Presentador           |
| 1997          | Sense títol, sense vacances        | TV3               | Presentador           |
| 1997          | Malalts de tele                    | TV3               | Creador               |
| 1998          | Sense Titol S/N                    | TV3               | Presentador           |
| 1999-2000     | La cosa nostra                     | TV3               | Presentador           |
| 2002-2004     | Una altra cosa                     | TV3               | Presentador           |
| 2005-2011     | Buenafuente                        | Antena 3 La Sexta | Presentador           |
| 2009          | El intermedio                      | La Sexta          | Presentador sustituto |
| 2011          | Com va la vida?                    | TV3               | Presentador           |
| 2012          | Buenas noches y Buenafuente        | Antena 3          | Presentador           |
| 2013-2015     | En el aire                         | La Sexta          | Presentador           |
| 2016-2021     | Late motiv                         | Canal+/#0         | Presentador           |
| 2022          | Nadie sabe nada                    | HBO Max           | Presentador           |
| 2023-presente | Vosaltres mateixos                 | TV3               | Presentador           |
| 2023-presente | El monòleg de l'any                | TV3               | Presentador           |
| 2025-presente | Futuro imperfecto                  | La 1              | Presentador           |

#### Series de televisión
| Año       | Serie                           | Canal          | Personaje      | Notas       |
| --------- | ------------------------------- | -------------- | -------------- | ----------- |
| 1999      | Plats bruts                     | TV3            | Él mismo       | 1 episodio  |
| 2006      | Homo Zapping                    | Antena 3       | Zacarías Prats | 1 episodio  |
| 2009      | Pelotas                         | La 1           | Cura           | 1 episodio  |
| 2010      | Més dinamita                    | TV3            |                | 1 episodio  |
| 2017      | El fin de la comedia            | Comedy Central | Él mismo       | 1 episodio  |
| 2019-2020 | Mira lo que has hecho           | Movistar+      | Él mismo       | 2 episodios |
| 2022      | El gran sarao                   | TNT            | Él mismo       | 1 episodio  |
| 2023      | El otro lado                    | Movistar+      | Doctor Estrada | 6 episodios |
| 2024      | Medina: El estafador de famosos | Prime Video    | Él mismo       | 3 episodios |

### Publicidad
- "Nintendo 3DS Mario Kart 7" - junto a Berto Romero y David Bustamante (2011)
- "Nintendo 3DS" (2011)
- "Vodafone"
- "Toyota"
- “Iphone 6” junto con Berto Romero (2014)

### Teatro
En teatro ha dirigido varias obras. Además con Terrat Pack realizó una gira de monólogos por toda España.
- Ustedes se preguntarán cómo he llegado hasta aquí, con Santi Millán y Paz Padilla. 2001.[20]
- 20 anys i una nit, con Nina.[21]
- Sotinho, con Edu Soto. 2004.
- Garrik, del Tricicle (colaborador). 2007.
- Terrat Pack,  con Jordi Évole, Berto  y José Corbacho. 2008, 2009 y 2011.
- Verás que todo es mentira, con Berto. 2009.
- Nadie sabe nada, con Gomaespuma. 2013.[22]
- Espain, con la Shica. 2013.
- El tenoriu, con Silvia Abril. 2024-actualidad.

### Publicaciones
Ha colaborado en los periódicos Diari de Tarragona, Sport, El País, Nou Diari, La Vanguardia y El Periódico, así como realizando colaboraciones en El País Semanal, Dominical ByN, y en las revistas Marie Claire e Interviú. También ha publicado ilustraciones de viñetas en el periódico The New York Times. En 2011 dibujó el cartel de las fiestas de la Tomatina para el Ayuntamiento de Buñol.
Además, tiene en el mercado diversos libros que recopilan sus monólogos de humor. A continuación se detalla un listado de sus libros publicados:[cita requerida]

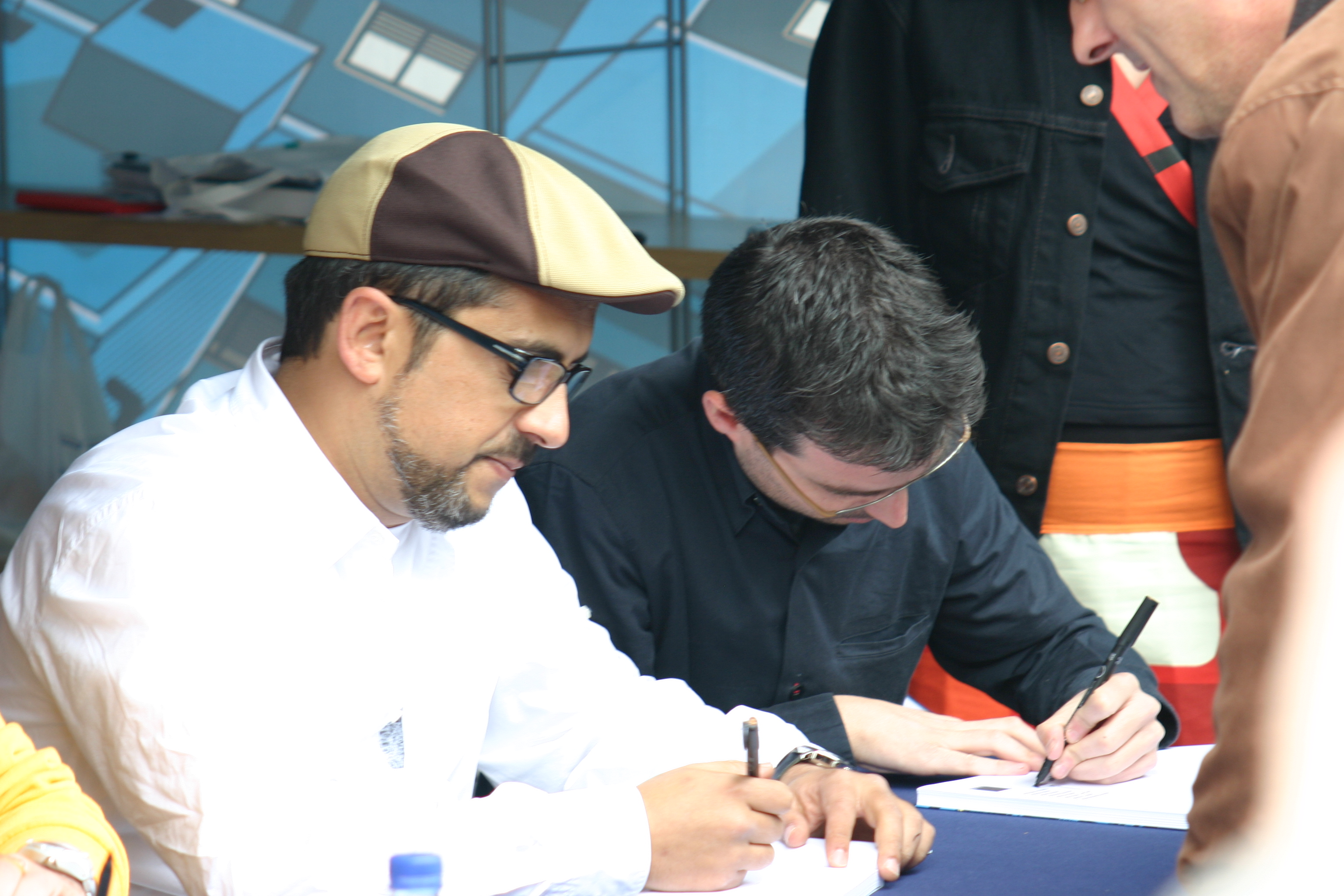
Andreu firmando su libro He dicho.

- El Terrat, 50.000 ejemplares (en catalán).
- Sense Llibre, 40.000 ejemplares (en catalán).
- Digue'm Agosarat y Cosas nuestras, 150.000 ejemplares (en catalán y español).
- Hem De Parlar, 70.000 ejemplares (en catalán).
- Allò Que Dèiem, 50.000 ejemplares (en catalán).
- Lo dudo mucho (recopilatorio de artículos en español publicados en diarios y revistas).
- Què T'Anava A Dir?, 50.000 ejemplares (en catalán).
- No Sé Si M'Explico (en catalán).
- Com va la vida (en catalán).
- He Dit/He dicho (en catalán y español) con los monólogos del programa de Antena 3 Buenafuente.
- Com anava dient/Como iba diciendo (en catalán y español) con 70 monólogos del programa de Antena 3 Buenafuente, más un DVD con el making off del programa.
- Ja ho deia jo/Digo yo (en catalán y español) con 70 monólogos de la etapa de La Sexta del programa Buenafuente.
- Buenafuente en el aire. Libro fotográfico con retratos de los invitados en el programa.
- Sigo diciendo. Los monólogos de La Sexta.
- Lo que vendría a ser la historia de España.
- Hablar es gratis. Monólogos de Andreu Buenafuente a un precio de crisis.
- Lo que vendría a ser la televisión de España.
- No entiendo nada. Recopilación de dibujos hechos por el propio Andreu Buenafuente.
- Reír es la única salida. Reflexiones sobre su vida y una recopilación de dibujos de Andreu Buenafuente.

### Internet
En 2002, a través de internet y conjuntamente con Santi Millán, impulsó el proyecto Captura.org, sobre la fotografía espontánea digital, en pleno auge de la fotografía digital. En un principio se regalaron cámaras a diversos amigos para que retrataran espontaneidades; el círculo de participantes creció y se creó el Fotoblog.
Desde los inicios hasta mitad del 2005 la plantilla de fotógrafos asiduos de Captura.org estuvo formada por Andreu Buenafuente, Santi Millán, José Corbacho, Jaime Muñoz, Berto Romero, Cesc Fàbregas, Eduardo Soto, Pep Poblet, Eloi Yebra, Blanca Portillo, Jon Sistiaga, Carlos Latre, Quimi Portet, Mikel Urmeneta, Ferran Adrià, Juan Calvo, Bigas Luna, Lorena Berdún, Paz Padilla, Luis Enrique, Javier Coronas, Florentino Fernández, Elsa Pataky, Josep Maria Pou, Carles Sans, Conrad Son, Manel Fuentes, Pere Escobar, Gemma Mengual, Miguel Ángel Rodríguez 'El Sevilla' y Santiago Segura.
Desde septiembre de 2005 los miembros son Andreu Buenafuente, Santi Millán, Eduard Soto, Mikel Urmeneta, Jon Sistiaga, Omar Ayyashi, Francesc Fàbregas, Raúl Cimas, Miqui Puig, Fermí Fernandes, Javier Coronas, Mia Font, Marta Peiró, Jordi Ríos, Carles Sans, Albert Jodar, José Corbacho, Blanca Portillo, Sergio Millán, Vane Villar, Santi Suárez-Baldrís, Pep Poblet, entre otros que componen el grupo de "Capturadores". A estos hay que sumar una opción nueva de capturadores "anónimos". Actualmente Captura.org es un proyecto sin ánimo de lucro. Cualquier beneficio obtenido por este se destina a fines benéficos.
En mayo de 2012 Buenafuente, junto con Cristina Garmendia y un grupo de business angels invirtieron una suma de 400.000€ en el proyecto Bananity.

### Música
En 2010 participó en el disco solidario Voces X1Fin cantando la canción «Miedo» de M-Clan junto a Berto Romero y Antonio Orozco. En 2014 colabora en el disco Antología desordenada de Joan Manuel Serrat cantando junto a él la canción «Perquè la gent s'avorreix tant». En 2016, durante un programa de Late motiv, se descubre barítono y canta un fragmento de La traviata junto a Ramón Gener Sala.En 2023 hizo la canción «EL MANIFIESTO», introducción del álbum Lugar Paraíso del cantante catalán Nil Moliner.

### Docencia
Desde 2009 dirige el postgrado en Escritura y Guion Televisivo para Programas de Entretenimiento y Humor de El Terrat en colaboración con la universidad IDEC- Pompeu Fabra de Barcelona.

### Vida personal
Su hermana, Maite Buenafuente, es actriz y fue también una de las fundadoras de la productora El Terrat, donde ha trabajado como directora de casting. En 2010 Andreu Buenafuente hizo pública su relación con la actriz y humorista Silvia Abril y en 2012 fueron padres de una niña, Joana.
En defensa de su derecho a la intimidad, Buenafuente ha mantenido pleitos con distintas revistas del corazón. En 2011 el Tribunal Supremo condenó a la revista Diez Minutos a pagar 48.000 € al presentador por divulgar fotos de él con su entonces pareja sin su permiso. Ese mismo año el Tribunal Supremo confirmó la sentencia de la Audiencia de Barcelona que condenaba a la revista Sorpresa a indemnizarle con 55.000 € por publicar, entre 2004 y 2006, unos reportajes sobre su vida privada, entre ellos unas fotos en las que aparecía desnudo en la playa. En ambos casos, donó el dinero que percibió a varias ONG.

## Premios
- 2004, Premio ATV: mejor comunicador de programas de entretenimiento (Una altra cosa - TV3).
- 2005, Premio ATV: mejor comunicador de programas de entretenimiento (Buenafuente - Antena 3).
- 2007, Micrófono de Oro Se negó a recoger el premio por haber sido otorgado también al periodista de la cadena COPE, Federico Jiménez Losantos.[31]
- 2007, Premio ATV: mejor conducción de programas de entretenimiento (Buenafuente - La Sexta).
- 2009, Premio Gato Perich.[32]
- 2009, Premio ATV: mejor presentador de programas de entretenimiento (Buenafuente - La Sexta).
- 2010, Premio ATV: mejor presentador de programas de entretenimiento (Buenafuente - La Sexta).
- 2011, en enero Andreu también rechazó el premio al mejor presentador del año que le otorgó la revista FHM en solidaridad con el cómico Pablo Motos, quien había sido distinguido con el premio al peor humorista.[33]
- 2016, Premio Irís: mejor presentador de programas (Late motiv - #0)[34]
- 2019, Premios Ondas: por el programa "Nadie sabe Nada", junto a Berto Romero.[35]
- 2020, Premio Nacional de Televisión.